# Безуглий Микола Дмитрович
Безуглий Микола Дмитрович (нар. 26 жовтня 1957) - доктор сільськогосподарських наук, професор, завідувач кафедри біотехнології, молекулярної біології та водних біоресурсів Державного біотехнологічного університету, академік Національної академії аграрних наук України, лауреат державної премії України в галузі науки і техніки за видатні досягнення в біотехнології.

## Біографія
Микола Дмитрович народився 26 жовтня 1957 року у м. Люботин, Харківського району, Харківської області.
У 1979 році закінчив Харківський державний університет.
З 1980 по 1983 року аспірант Інституту тваринництва НААН.
З 1983 по 1986 роки молодший науковий співробітник відділу біології відтворенні і штучного осіменіння сільськогосподарських тварин Інституту тваринництва НААН.
У 1984 році захистив кандидатську дисертацію «Осмотична реакція яйцеклітин і ембріонів ссавців при кріоконсервації».
З 1989 по 1990 роки провідний науковий співробітник відділу біотехнології та штучного осіменіння НДІ тваринництва Лісостепу та Полісся.
З 1990 по 1992 роки завідувач лабораторії кріоконсервації та клонування ембріонів відділу біотехнології відтворення нових генотипів сільськогосподарських тварин.
З 1992 по 1997 роки завідувач  відділу біотехнології відтворення нових генотипів сільськогосподарських тварин Інституту тваринництва УААН.
У 1995 році захистив докторську дисертацію «Низькотемпературна консервація яйцеклітин і ембріонів біотехнології сільськогосподарських тварин».
Протягом 1997-1999 років завідувач лабораторії трансплантації ембріонів; завідувач відділу біотехнології відтворення та генної інженерії ІТ УААН.
Протягом 1999-2000 років директор Харківського біотехнологічного центру.
У  2000 році директор Інституту тваринництва УААН; професор університету штату Айова, США.
З 2000 по 2003 роки заступник  голови Харківської обласної  держадміністрації  з  питань розвитку АПК.
У 2002 році член-кореспондент УААН.
Протягом 2003-2004 років перший заступник Міністра аграрної політики і продовольства України.
З 2003 по 2006 роки депутат Харківської обласної  ради.
З 2004 по 2005 роки головний науковий співробітник сектору біотехнології Інституту рослинництва ім. Юр'єва УААН.
Протягом 2005-2006 років радник відділу по забезпеченню діяльності голови  Харківської  облдержадміністрації.
З 2006 по 2010 роки віце-президент, перший віце-президент НААН.
У 2007 році дійсний член УААН Відділення  ветеринарної медицини та зоотехнії; присвоєне вчене звання професора.
Протягом  2007-2008 років голова  Аграрної партії України.
Протягом 2011-2012 років перший заступник Міністра аграрної політики та продовольства України; президент НААН України; голова ради Європейського союзу  аграрних академій.
З 2012 по 2016 роки головний науковий співробітник лабораторії штучного осіменіння тварин та біології репродукції тварин Інституту тваринництва НААН.
З 2017 по 2021 роки завідувач кафедри біотехнології Харківської державної зооветеринарної академії ім. академіка Ф. І. Осташкова.
У 2019 році іноземний член благодійного фонду ім. М. Енсмігера, США; президент Харківської обласної  і член Правління Всеукраїнської федерації кінного спорту.
З 2021 по теперішній час професор кафедри біотехнології, молекулярної біології та водних біоресурсів Державного біотехнологічного університету.

## Відзнаки та нагороди
- лауреат державної премії України;
- кавалер ордена «За заслуги  ІІІ ступеню»;
- нагороди та відзнаки державних органів управління та  громадських  організацій.

## Праці
Микола Дмитрович автор понад 200 наукових праць, у тому числі 1 монографія, 1 підручник, 1 навчальний посібник, 18 патентів.